# Le Samyn 2011
Le Samyn 2011 was een eendaagse wielerkoers, die werd gereden op 2 maart en deel uitmaakte van de UCI Europe Tour 2011. De wedstrijd werd gewonnen door Dominic Klemme.

## Uitslag
| Le Samyn 2011 |                          |                    |          |
| Plaats        | Naam                     | Ploeg              | Tijd     |
| Winnaar       | Dominic Klemme           | Team Leopard-Trek  | 4u43'44" |
| 2             | Kevyn Ista               | Cofidis            | + 8"     |
| 3             | Robert Wagner            | Team Leopard-Trek  | + 9"     |
| 4             | Guillaume Van Keirsbulck | Quick Step         | z.t.     |
| 5             | Jawhen Hoetarovitsj      | Française des Jeux | z.t      |
| 6             | Lloyd Mondory            | AG2R-La Mondiale   | z.t.     |
| 7             | Jimmy Casper             | Saur-Sojasun       | + 11"    |
| 8             | Sébastien Chavanel       | Team Europcar      | z.t.     |
| 9             | Adrien Petit             | Cofidis            | z.t.     |
| 10            | Aleksejs Saramotins      | Cofidis            | + 12"    |

1968 · 1969 · 1970 · 1971 · 1972 · 1973 · 1974 · 1975 · 1976 · 1977 · 1978 · 1979 · 1980 · 1981 · 1982 · 1983 · 1984 · 1985 · 1986 · 1987 · 1988 · 1989 · 1990 · 1991 · 1992 · 1993 · 1994 · 1995 · 1996 · 1997 · 1998 · 1999 · 2000 · 2001 · 2002 · 2003 · 2004 · 2005 · 2006 · 2007 · 2008 · 2009 · 2010 · 2011 · 2012 · 2013 · 2014 · 2015 · 2016 · 2017 · 2018 · 2019 · 2020 · 2021 · 2022 · 2023 · 2024 · 2025